# Гуаньлін-Буї-Мяоський автономний повіт
25°56′45″ пн. ш. 105°36′57″ сх. д. / 25.94589° пн. ш. 105.6157° сх. д.
Гуаньлін-Буї-Мяоський автономний повіт (кит. 关岭布依族苗族自治县, пін. Guānlĭng Bùyīzú Miáozú Zìzhìxiàn) — один із повітів КНР у складі префектури Аньшунь, провінція Гуйчжоу. Адміністративний центр — містечко Гуаньсо.

## Географія
Гуаньлін-Буї-Мяоський автономний повіт розташовується на висоті близько 1020 метрів над рівнем моря у центрі Юньнань-Гуйчжоуського плато. Лежить уздовж лівого берега річки Бейпань.

### Клімат
Повіт знаходиться у зоні, котра характеризується вологим субтропічним кліматом. Найтепліший місяць — липень із середньою температурою 23,6 °C. Найхолодніший місяць — січень, із середньою температурою 6,9 °С.
| Клімат повіту Гуаньлін-Буї-Мяо | Клімат повіту Гуаньлін-Буї-Мяо | Клімат повіту Гуаньлін-Буї-Мяо | Клімат повіту Гуаньлін-Буї-Мяо | Клімат повіту Гуаньлін-Буї-Мяо | Клімат повіту Гуаньлін-Буї-Мяо | Клімат повіту Гуаньлін-Буї-Мяо | Клімат повіту Гуаньлін-Буї-Мяо | Клімат повіту Гуаньлін-Буї-Мяо | Клімат повіту Гуаньлін-Буї-Мяо | Клімат повіту Гуаньлін-Буї-Мяо | Клімат повіту Гуаньлін-Буї-Мяо | Клімат повіту Гуаньлін-Буї-Мяо | Клімат повіту Гуаньлін-Буї-Мяо |
| Показник                       | Січ.                           | Лют.                           | Бер.                           | Квіт.                          | Трав.                          | Черв.                          | Лип.                           | Серп.                          | Вер.                           | Жовт.                          | Лист.                          | Груд.                          | Рік                            |
| Середній максимум, °C          | 10,2                           | 13                             | 17,7                           | 22,6                           | 25,2                           | 26,3                           | 27,6                           | 28                             | 25,6                           | 20,7                           | 16,9                           | 12,2                           | 20,5                           |
| Середня температура, °C        | 6,9                            | 8,1                            | 13                             | 17,7                           | 20,7                           | 22,5                           | 23,6                           | 23,4                           | 21,1                           | 17,2                           | 13,1                           | 8,6                            | 16,3                           |
| Середній мінімум, °C           | 4,6                            | 6,3                            | 9,6                            | 14                             | 17,1                           | 19,6                           | 20,7                           | 20,1                           | 17,7                           | 14,6                           | 10,3                           | 5,9                            | 13,3                           |
| Норма опадів, мм               | 22.3                           | 24.3                           | 33.6                           | 67.8                           | 185.8                          | 271.2                          | 271.7                          | 186.8                          | 119.8                          | 85.6                           | 42                             | 16.7                           | 1327.6                         |
| Вологість повітря, %           | 81                             | 78                             | 74                             | 73                             | 75                             | 81                             | 83                             | 81                             | 80                             | 81                             | 80                             | 79                             | 78.8                           |
| ------------------------------ | ------------------------------ | ------------------------------ | ------------------------------ | ------------------------------ | ------------------------------ | ------------------------------ | ------------------------------ | ------------------------------ | ------------------------------ | ------------------------------ | ------------------------------ | ------------------------------ | ------------------------------ |
| Джерело: data.cma.cn           |                                |                                |                                |                                |                                |                                |                                |                                |                                |                                |                                |                                |                                |